# نسج

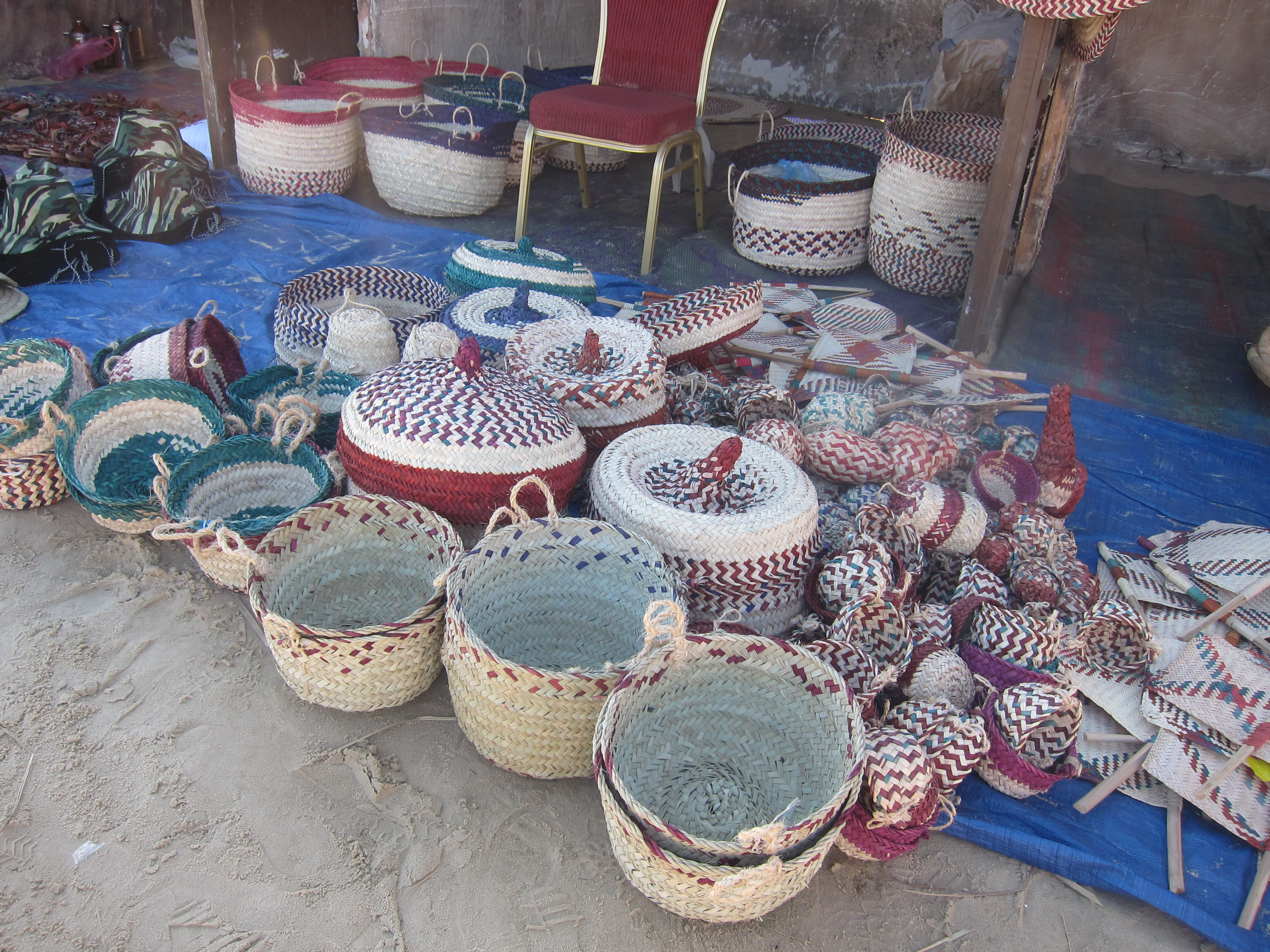
منسوجات يدوية سعودية.

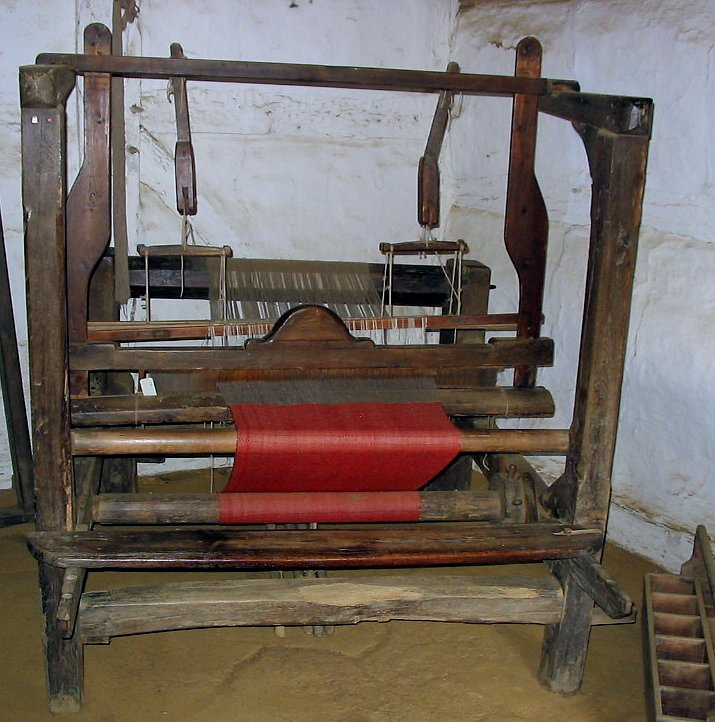
نول يدوي في يظهر فيه خيوط السدى الرمادية الآتية من الخلف، والثوب المنسوج بخيوط اللحمة الحمراء والتي تلف في مقدمة النول

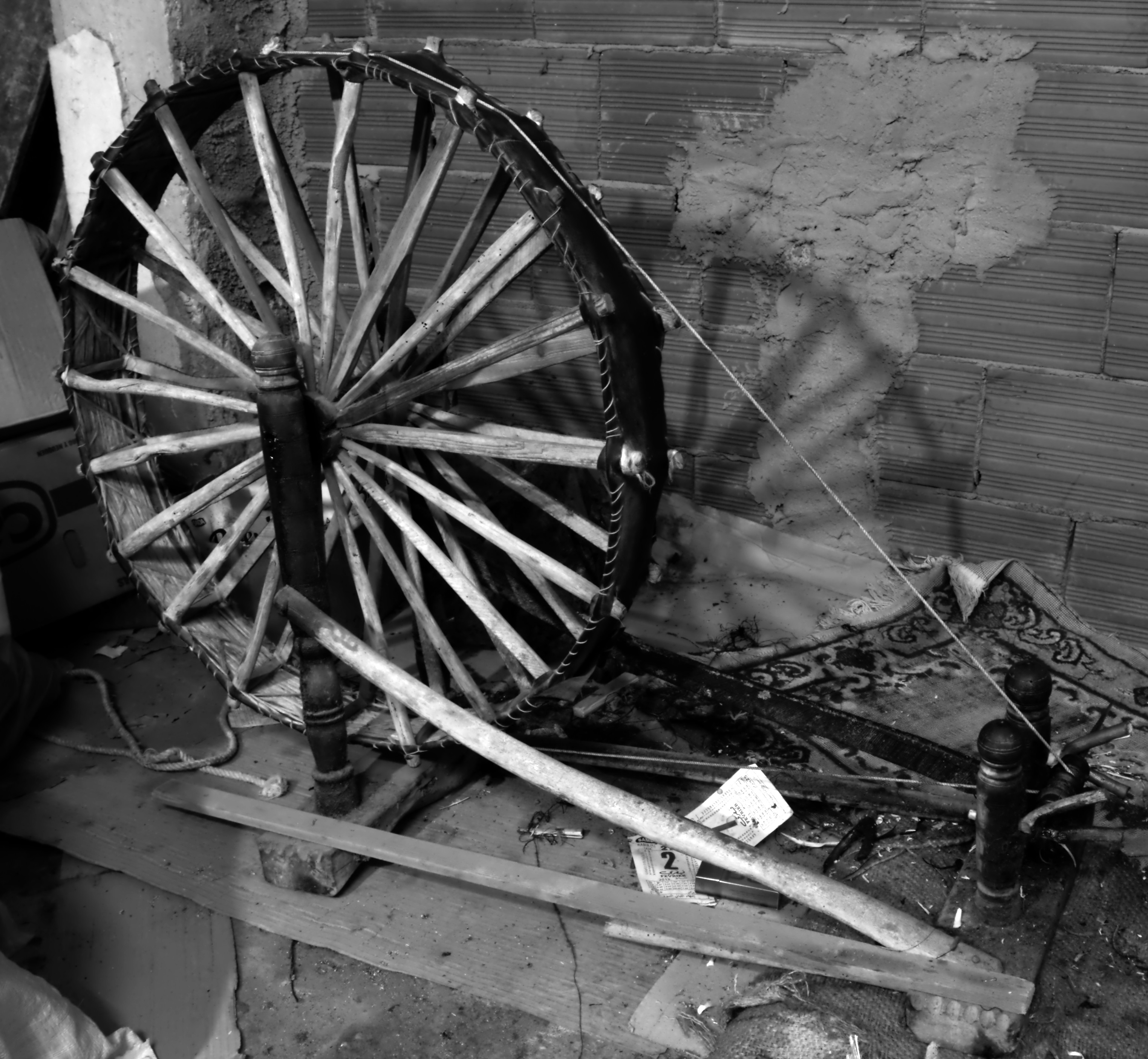
الردانة آلة نسج تقليدية في تونس

النَسْج أو الحِياكة هو ضرب من فنون النسيج. ونَسَجَ الناسِج أو الحائك الثوبَ (يَنْسِجُه ويَنْسُجُه) أي ضَمَّ السَّدَى إِلى اللُّحْمة.
فالسدى هي خيوط نسيج الثوبِ الَّتي تُمَدُّ طولاً، وهو خلاف اللُّحْمَة التي تمتد عرضًا. إذن، يتشكل النسيج من تشابك مجموعتي الخيوط مع بعضها وفق زاوية قائمة عادة.
السَّدَى واحدتُهُ سَدَاةٌ وتجمع على أَسْدَاء وأَسْدِيَة.
ينسج النسيج على النول، وهو آلة تضع خيوط السدى في وضعية محددة بحيث يمكن إدخال خيوط اللحمة خلالها.
المِنْسَجُ بكسر الميم: هو الخشبة والأَداة المستعملة في النساجة التي يمد عليها الثوب للنسج.
تتكون عملية النسج من تعاقب عدة عمليات مرتبة وفق التسلسل التالي:
1. تكوين النفس (Shedding): بمباعدة خيوط السدى وفق منظومة معينة وذلك برفع وخفض الدرأ من أجل تشكيل النفس، حيث يمكن لخيط اللحمة والآلية التي تنقله من طرف لآخر أن تمر.
  - والدرأ (heald) هو برواز به حبال أو أسلاك أو شرائط من الصلب بها عيون تمر من خلالها خيوط السدى بالنول، وبذلك يمكن رفعها وخفضها حسب التصميم النسجي المطلوب.[5]
2. الحدف (Picking): هو انتقال خيط اللحمة من طرف لآخر داخل النفس المفتوح.
3. الدق (Beating-up): تدق خيوط اللحمة بواسطة المشط الذي يرصها إلى الثوب المنسوج.

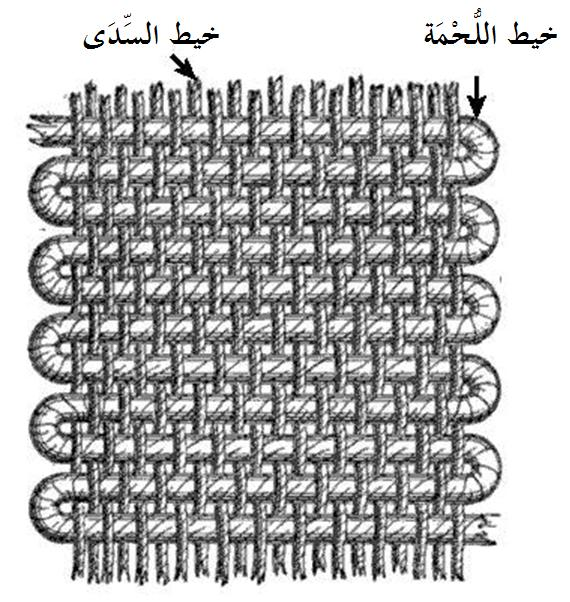
السدى واللحمة في النسيج السادة.

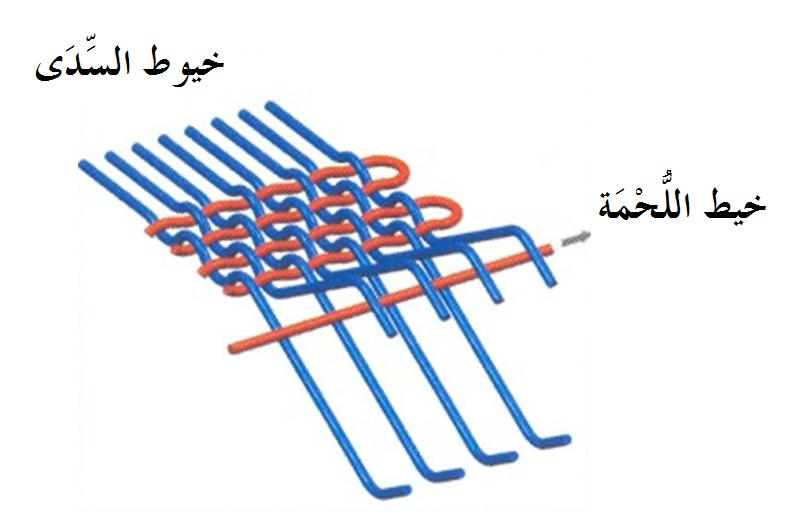
تشكيل ثوب القماش نتيجة تشابك السدى واللحمة بزاوية قائمة ويكون خيط اللحمه مره من اعلى ومره اخرى من اسفل.

عند تقدم عملية النسج يحل السدى من أسطوانة السدى ويلف النسيج أو يطوى (taken-up) على أسطوانة القماش. يحدد عدد خيوط اللحمة في السنتمتر بضبط معدل طوي الثوب على أسطوانة القماش.
تضبط منظومة تشابك خيوط السدى واللحمة بواسطة حركة تكوين النفس، وتنتج التراكيب النسجية بتغيير ترتيب رفع الدرأ. يمكن للتراكيب النسجية البسيطة أن تنتج على النول البسيط، ولكن مع زيادة تعقيد التركيب النسيجة، تكون الحاجة إلى آليات أكثر تعقيدا من أجل رفع وخفض خيوط السدى. يمكن استخدام (منسج دوبي) من أجل تصميم تراكيب نسجية معقدة، واستخدام (منسج جاكارد) أيضا من أجل التصاميم المفصلة جدا.
تدل كلمة الحياكة في مصر خطأ على عملية الخياطة. والأصوب هو أن تطلق على عملية النسج بتشابك غرز الخيط.

## في اللغة العربية
حيك : حَاكَ يَحِيكُ حِكْ حَيَكَاناً وحَيْكاً وحَيَكاً.
حَوَكَ : حَاكَ يَحُوكُ حُكْ حِيَاكَةً.
الحَوْكُ : ما نُسج من ثياب.
حَاكَ الثوبَ: نَسجَهُ؛ حاكَ ثَوبه منَ الصوف الناعم.
الحائِكُ يحُوك الثوب، وجمع الحائِك حَوَكةٌ.
الحَيْك النسج.
المَحَاكَة موضع الحياكة.